# Albert Bontridder
Albert Marcel Alfons Bontridder (Anderlecht, 4 april 1921 - 's-Gravenbrakel, 13 december 2015) was een Vlaams dichter en architect.

## Biografie
Albert Bontridder was zowel een begaafd dichter als architect.

### Architectuur
In 1942 behaalde hij het diploma van architect. In 1952 was hij stichtend lid en redacteur van het tijdschrift Architecture te Brussel. Zijn architecturaal oeuvre realiseerde hij in het bureau van Jacques Dupuis. Hij tekende de privéwoningen van Louis Paul Boon en Marc Galle. Hij realiseerde zijn privéwoning in 1959 in Sint-Genesius-Rode die hem volgens eigen zeggen verloste uit een verkeerd gebouwd universum. Spektakelarchitectuur was hem vreemd: Enkel wat mensen nodig hebben om met elkaar te leven, is van belang.
In 2005 werd er een tentoonstelling gewijd aan Albert Bontridder als architect en dichter.

## Werken
- Hoog water (1951)
- Poésie se brise (1951)
- Dood hout (1955)
- Open einde (1967)
- Ook de nacht is een zon (1969)
- Zelfverbranding (1971)
- Gedichten 1942-1972 (1973)
- Huizen vieren haat (1979)
- Is de acacia mij bekend (1999)
- De tuinen van Naxos (2004)
- Wonen in de vloed (2012)

## Architectuurboeken
- Dialoog tussen Licht en Stilte. De Hedendaagse Bouwkunst in België, Antwerpen, Helios, 1963.